# Al-Qàdir
|  | Per a altres significats, vegeu «Yahya al-Qàdir». |

Abu-l-Abbàs Àhmad ibn Ishaq al-Qàdir bi-L·lah —àrab: أبو العباس أحمد القادر بالله, Abū l-ʿAbbās Aḥmad ibn Ishaq al-Qādir bi-Llāh—, més conegut per la primera part del seu làqab com al-Qàdir (948 - 1031) fou califa abbàssida de Bagdad (991-1031).
L'amir al-umara buwàyhida Jalal-ad-Dawla Abu-Tàhir ibn Bahà-ad-Dawla va destronar al-Tai, cosí d'al-Qàdir, i va posar aquest al tron. Esperava que seria manejable i estaria agraït, ja que sota el seu cosí, per problemes familiars, havia hagut de fugir de Bagdad. Inicialment al-Qàdir li va donar suport. Durant els primers anys els governadors orientals, samànides i gaznèvides, no el van reconèixer, però vers el 1000 ja ho havien fet. En aquest temps el califa va concedir divers làqabs honorífics a Bahà-ad-Dawla i va acceptar el matrimoni amb la seva filla (que va morir abans de l'enllaç). En aquest temps els seus recursos financers eren limitats; va poder edificar una mesquita a Bagdad (la sisena) coneguda com a Bab Harb (993) i va declarar hereu (davant una assemblea de pelegrins) el seu fill Muhammad, amb el títol d'al-Ghàlib billah.
A partir de l'any 1000 Bahà-ad-Dawla es va instal·lar a Siraz, a l'Iran, i Iraq va esdevenir de fet una província del seu regne, en la qual el califa tenia certa autonomia. En aquest temps va poder restablir la khutba en nom del califa abbàssida a Bahrayn (Aràbia Oriental) i la Yamama (Aràbia central). Bahà-ad-Dawla va proposar (1004) el xerif Abu Ahmad al-Musawi com a gran cadi, síndic dels alides, president del tribunal d'abusos i emir del pelegrinatge, però el califa s'hi va oposar, per disconformitat en l'exercici de magistratures principals pels alides defensant el règim sunnita que ell mateix representava. El 1008 es va produir un incident polític religiós quan Ibn Masud va fer una lectura de l'Alcorà que fou considerada inexacta pels sunnites, i el califa va reunir una comissió que va condemnar la interpretació d'Ibn Masud (abril de 1008); un xiïta que llençar una maledicció, fou detingut i executat. En aquest temps la propaganda fatimita era intensa i es deixava notar a Bagdad i l'emir Kirwash de Mossul (que dominava fins al-Anbar) va fer la khutba en nom del califa fatimita (agost del 1010).
Bahà-ad-Dawla i el califa van aturar les seves discòrdies religioses davant el perill que pels dos representava el califat fatimita. El sultà va intervenir davant Kirwash que va restablir la khutba abbàssida (1011). El califa va fer llegir públicament un manifest en el qual condemnava la doctrina fatimita, criticava la genealogia dels fatimites i declarava els ismaïlites enemics de l'islam. Els principals teòlegs sunnites i imamites signaven el manifest.
Bahà-ad-Dawla va morir el 1012 i el va succeir el seu fill Sultan al-Dawla però la situació no va canviar. El 1017 el califa va exigir als teòlegs hanafites que tenien simpaties mutazilites que se'n penedissin, i prohibia l'ensenyament de doctrines mutazilites i xiïtes. El 1018 va llegir un nou manifest conegut com al-risala al-kadiriyya, que definia la doctrina oficial, text d'inspiració hanbalita que condemnava el xiisme en totes les seves formes i el mutazilisme i declarava l'obligació de venerar als companys del Profeta. Aquest mateix any Sultan al-Dawla va anar a Bagdad per primer cop però aviat es va retirar a Pèrsia (va morir el desembre de 1023 o gener del 1024) i va deixar el lloc a Musharrif al-Dawla (1022) que es va presentar a Bagdad el març del 1023 i va obligar el califa a anar a rebre'l. Els emirs turcs van haver de renovar el jurament de fidelitat al sultà, però no van demanar autorització al califa i aquest va protestar. Musharrif al-Dawla llavors va jurar fidelitat al califa.
Mort Musharrif al-Dawla el juny de 1025, els prínceps buwàyhides van disputar-se la successió, la qual cosa va permetre al califa de disposar de més poder. Va donar suport a Djalal al-Dawla germà de Musharrif al-Dawla, i es va llegir la khutba en nom seu i del califa, però el designat no va anar a prendre possessió. La guarnició de Bagdad va proposar llavors Abu Kalidjar com amir al-umara, però aquest, en mig del conflicte successori, no va poder acceptar; tot i així Abu Kalidjar fou reconegut a Bagdad i es va fer la khutba en nom seu (desembre del 1025 al juny/juliol del 1027; el 1026 també es va fer la khutba en nom seu a Kufa). El 1027 Abu Kalidjar va enviar el seu visir Ibn Babshab per prendre possessió de la regió inferior de l'Eufrates, però el visir va extorsionar els habitants i va esclatar una revolta popular que el va foragitar. Els militars de l'Iraq van imposar llavors la khutba per Djalal al-Dawla que es va presentar a Bagdad el 1027 i es va instal·lar al palau de l'amir al-umara. El 1028 Abu Kalidjar va poder dominar Bàssora, aprofitant les lluites entre els membres daylamites i turcs de la guarnició; la mort de Abu l-Fawaris de Kirman li va lliurar també aquest territori. Finalment la guarnició va reclamar la sortida de Djalal al-Dawla de l'Iraq. El califa li va enviar els principals dignataris, els dos nakibs i el hadjib, per fer-li saber que s'havia de retirar, i Djalal ho va fer. Però no va tardar a retornar; el 1029 Abu Kalidjar va ocupar Wasit i en represàlia Djalal al-Din va fer un atac a Ahwaz, que fou saquejada.
El 1029 el califa va fer llegir solemnement tres cartes al seu palau, la primera condemnant el mutazilisme, la segona rebutjant la doctrina de l'Alcorà creat i la tercera proclamant la superioritat dels primers califes i declarant l'obligació d'ordenar el bé i prohibir el mal. Mentre a la part oriental de l'imperi Mahmud de Gazni reprimia els xiïtes i amb les seves conquestes a l'Índia ampliava els dominis musulmans, però al mateix temps també lluitava contra els buwàyhides, als quals va ocupar Rayy el 1029, i va atacar Kirman el 1031.
Abu Kalidjar i Djalal al-Din es van enfrontar en una gran batalla que va durar tres dies l'abril del 1030 i el primer fou derrotat. Djalal va recuperar Wasit i la part inferior de l'Iraq i fins i tot Bàssora per un temps però Abu Kalidjar va aconseguir recuperar aquesta ciutat i l'octubre de 1030 va derrotar Djalal a la batalla d'Al-Madhar.
El califa, ja vell, va decidir arranjar la seva successió i va nomenar hereu el seu fill Abu-Jàfar; el gran emir Djalal al-Dawla no va interferir (1030).
Va morir el 1031 i el seu fill Abu-Jàfar Abd-Al·lah fou proclamat califa amb el làqab d'al-Qàïm bi-amr-Al·lah.